# Fibra rampicante
In anatomia la fibra rampicante è la ramificazione terminale di un assone olivo-cerebellare, che origina nel nucleo nervoso dell'oliva inferiore (situato nel midollo allungato) e si proietta alla corteccia del cervelletto, innervando le cellule di Purkinje. Nell'adulto e in condizioni non patologiche ciascuna fibra rampicante innerva una sola cellula di Purkinje e ciascuna cellula di Purkinje è innervata da una fibra rampicante. Insieme alle fibre parallele costituisce l'unica innervazione eccitatoria delle cellule di Purkinje.